# Eylert Spars
Eylert Spars (* 20. November 1903 in Hamburg; † 10. Juni 1984 ebenda) war ein deutscher Maler, Grafiker und Verbandsfunktionär.

## Leben

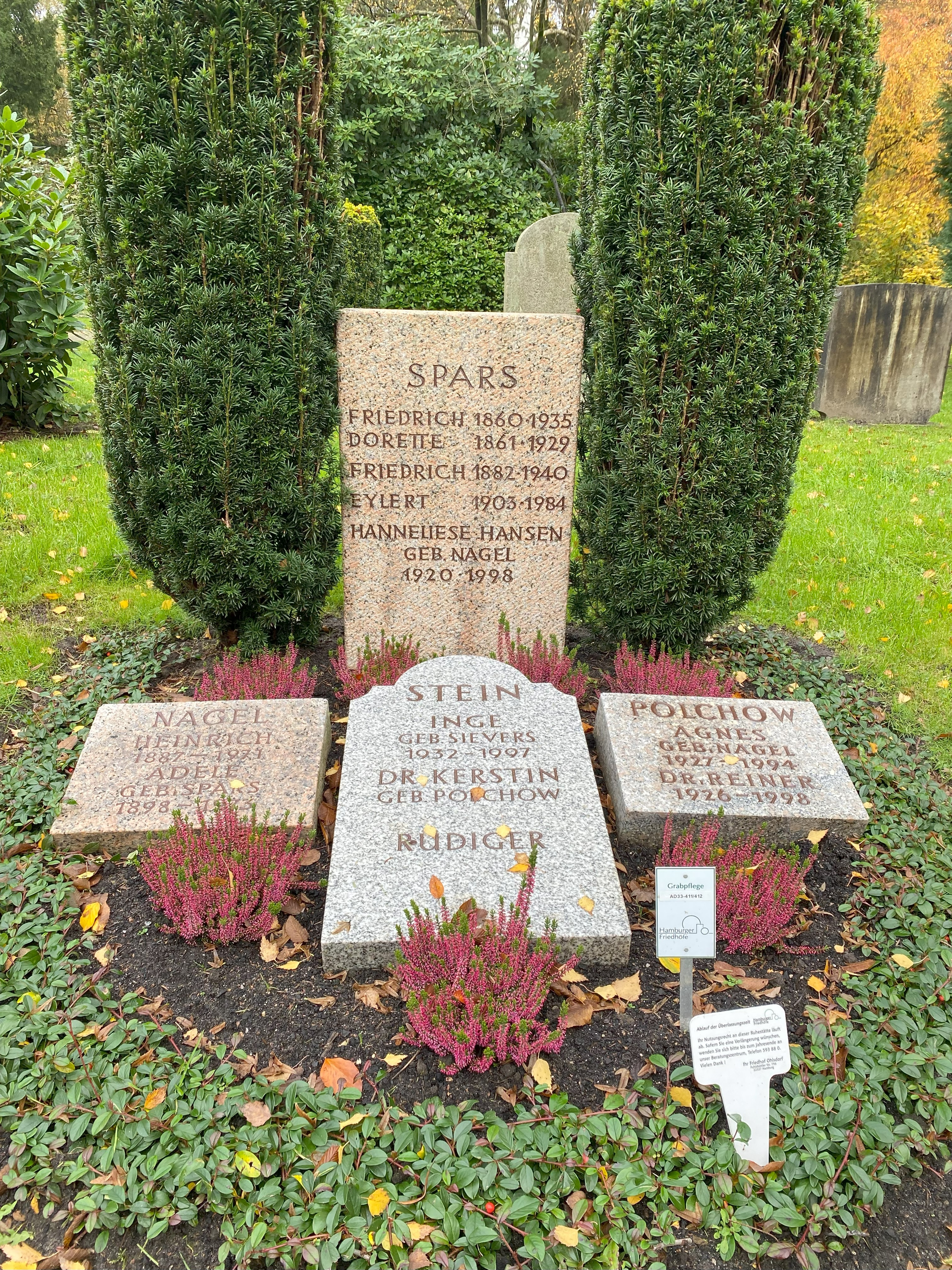
Grabstätte auf dem Friedhof Ohlsdorf

Spars studierte ab 1923 Unterricht bei Arthur Illies an der Landeskunstschule Hamburg. Anschließend war er als freischaffender Künstler tätig. 1930 verschaffte ihm der Hamburger Museumsdirektor Max Sauerlandt ein Stipendium für Paris.
In der Zeit des Nationalsozialismus war Spars obligatorisch Mitglied der Reichskammer der bildenden Künste. Für diese Zeit ist lediglich bis 1938 seine Teilnahme fünf großen Gruppenausstellungen sicher belegt.
Ab 1947 war er Vorsitzender des Verbands Bildender Künstler Hamburg, zeitweise auch Vizepräsident auf Bundesebene. 1957 erhielt er das Bundesverdienstkreuz 1. Klasse, 1959 den Edwin-Scharff-Preis. 1966 legte Spars sein Amt als Vorsitzender des Verbands Bildender Künstler Hamburg nieder und trat zusammen mit dem zweiten Vorsitzenden Herbert Spangenberg aus dem Verband aus. Anlass für den Streit war das Ausstellungsprogramm des Kunsthauses. Sein Nachfolger als Vorsitzender wurde Martin Irwahn mit Fritz Fleer als Stellvertreter.
Die Arbeiten von Spars wurden von der Hamburger Baubehörde knapp zehnmal im Rahmen des Programms „Kunst am Bau“ angekauft, häufig als Wandgestaltungen in Neubau-Schulen.
Eylert Spars wurde in der Familiengrabstätte auf dem Friedhof Ohlsdorf beigesetzt. Sie liegt im Planquadrat AD 33, südöstlich von Kapelle 6. 

## Ausstellungen (Auswahl)
- 1953: Dritte Deutsche Kunstausstellung, Albertinum, Dresden (mit dem Ölgemälde Bootshafen, 40 × 50 cm)
- 1953: Hamburger Kunsthalle (Einzelausstellung)
- 1962: Overbeck-Gesellschaft, Lübeck (Einzelausstellung)
- 1968: Kunsthalle zu Kiel (Einzelausstellung)